# Elaver crinophora
Elaver crinophora là một loài nhện trong họ Clubionidae.
Loài này thuộc chi Elaver. Elaver crinophora được Pelegrin Franganillo-Balboa miêu tả năm 1934.